# 東京アニメーション同好会
東京アニメーション同好会（とうきょうアニメーションどうこうかい、略称：アニドウ）は、1967年に設立された日本のアニメーション研究団体。会長はなみきたかし。出版部門は有限会社アニドウ・フィルム。会報は『FILM 1/24』など。事務局は東京都杉並区荻窪。

## 概要
東京アニメーション同好会は、東映動画、Aプロダクション、東京ムービー、虫プロダクションらの有志が参加し、1967年4月13日に設立。初代会長は三上芳晴。当初の略称は「東京アニ同」や「アニ同」。上映会や会報発行を行っていた。
一般向け会報は、当初は『アニメだより』の名称で、その後『FILM 1/24』となった（1984年より休刊）。会員向け会報は、当初は『FILM 1/18』、1996年以降は『FILM 1/30』である。
1972年に全国アニメーション総会の第3回を東京で開催し、以降も4年間隔の東京大会を主催していた（1988年に主催辞退）。
1975年6月より、各地サークル持ち回りの形で開催された自主制作アニメーションの上映会「プライベート・アニメーション・フェスティバル」(PAF)の主催に参加、以後第10回(PAF10)まで開催された。
1975年10月、日本初のアニメーション誌とされる『ファントーシュ』を出版した。（編集方針の相違より第2号より不参加。）
1984年、出版部門の「有限会社ぱるぷ」（代表取締役 なみきたかし）を設立し、1986年に「アニドウ・フィルム」に名称変更する。
1986年には書籍『世界アニメーション映画史』（著者 伴野考司・望月信夫、監修 森卓也）を出版した。また、レーザーディスクシリーズ第一弾として「話の話」を発売した。
以後、現在に至るまで、資料性の高いアニメーターの画集出版やDVD発売などを断続的に行っているが、2011年の個人情報流出事件など、組織としては不安定な側面もある。

## 主な会員
- 会長
  - 三上芳晴 （1代目会長、1967年～、アニメーター[9]）
  - 相磯嘉雄 （2代目会長、アニメーター・撮影[10]）
  - 半田輝雄 （3代目会長、アニメーター）
  - なみきたかし （4代目会長、1974年～、アニメーター）
- 五味洋子 - 元会員。会報『FILM 1/24』編集長。アニメーション評論家。
- ふくやまけいこ - 漫画家。会報『FILM 1/24』のイラストでデビュー。
- 唐沢俊一 - アニメ研究家
- 片渕須直 - アニメーション監督。学生時に手伝いなど。

## 主な出版物
有限会社アニドウ・フィルム （旧有限会社ぱるぷ）の主な出版物には以下がある。
- 書籍
  - 「ふくやまけいこ/何がジェーンに起こったか？」(1984)
  - 「川本喜八郎:三国志百態」(1984)
  - 「世界アニメーション映画史」(1986)
  - 「もりやすじ画集」(1993)
  - 「小松原一男アニメーション画集」(2002)
  - 「椋尾篁アニメーション美術画集」(2004)
  - 「もぐらノート」(2006)
  - 「小田部羊一アニメーション画集」(2008)
  - 「もぐらのスタジオ」(2013)
  - 「片山雅博世界名迷作大画集〜アニメーテッド・ピープル」(2017)
  - 「写真集・ Wooden Clogs on Elétricos〜下駄と路面電車」(2017)
  - 「奥山玲子銅版画集」(2019)
  - 「奥山玲子アニメーション画集」(2019)
  - 「新版 小田部羊一アニメーション画集」(2019)
- DVD
  - 「くもとちゅうりっぷ 〜 政岡憲三作品集」
  - 「タクン・フィルムズ」他
  - 「DVD世界アニメーション映画史第1集〜第6集」(30巻)(2006)

## その他
- 2011年1月 個人情報流出事件で日本アニメーター・演出協会(JAniCA)より協力停止[11]